# Spitzbergen (Insel)
Spitzbergen (norwegisch Spitsbergen) ist die größte Insel des zu Norwegen gehörenden gleichnamigen Archipels im Arktischen Ozean. Sie ist die einzige dauerhaft bewohnte Insel des Archipels; ihr Name wird deshalb oft synonym für diesen verwendet. Ihr administratives Zentrum ist Longyearbyen.

## Name
Bis zum Inkrafttreten des Spitzbergenvertrages 1925 bezeichnete der Name Spitzbergen (Spitsbergen in der ursprünglich niederländischen Variante) sowohl die Hauptinsel als auch den gesamten Archipel. Im norwegischen Sprachgebrauch heißt die Inselgruppe seitdem Svalbard (deutsch „Kühle Küste“). Im deutschen Sprachraum ist dieser Name nicht verbreitet.
Von 1925 bis 1969 wurde die größte Insel West-Spitzbergen genannt, um die Hauptinsel vom Archipel besser zu unterscheiden. Seit 1969 heißt die Hauptinsel Spitzbergen.
Für die drittgrößte Insel des Archipels, Edgeøya, wurde früher der Name Ost-Spitzbergen vorgeschlagen.

## Geographie

### Lage und Landschaftsbild
Von den Hauptinseln des Archipels ist Spitzbergen die westlichste. Von Nordostland (Nordaustlandet) ist sie durch die Hinlopenstraße, von Barentsøya und Edgeøya durch den Storfjord getrennt. Die Insel besitzt eine Fläche von 37.673 km². Sie ist damit größer als alle anderen Inseln des Archipels zusammen. Ihre Ausdehnung beträgt in nord-südlicher Richtung rund 380 km und in west-östlicher etwa 220 km.
Die Küsten Spitzbergens sind stark gegliedert und bilden zahlreiche Fjorde. Der größte und zugleich bekannteste Fjord, der Isfjord, schneidet weit ins Zentrum der Insel ein und bietet mit geschützten Lagen die günstigsten Bedingungen für menschliche Besiedlung. Eine vergleichbare Länge erreicht der sich nach Norden öffnende Wijdefjord.
Die höchsten Erhebungen der Insel sind der Newtontoppen (1713 m), der Perriertoppen (1712 m), der Ceresfjellet (1675 m), der Chadwickryggen (1640 m) und der Galileotoppen (1637 m). Sie sind im Süden von Ny-Friesland zu finden.

### Klima
Das Klima auf der Insel Spitzbergen ist arktisch. Die mittlere Jahrestemperatur in Longyearbyen liegt bei −7 °C, im Bergland bei bis zu −15 °C. Der wärmste Monat ist der Juli mit einer Temperatur von etwa 6 °C, der kälteste der Februar mit etwa −16 °C. In den Küstengebieten wird die Lufttemperatur wesentlich von der Oberflächentemperatur des Meerwassers bestimmt. An der Westküste Spitzbergens übt der Golfstrom seinen Einfluss aus, was dazu führt, dass die Fjorde auch im Winter oft nicht zufrieren. Das Klima der Insel Spitzbergen ist noch trockener als auf den östlichen Inseln Svalbards.
Spitzbergen liegt nördlich der Permafrostgrenze. Der Boden ist an den Küsten ständig 10 bis 40 m tief gefroren, im Hochland des Inselinneren mehrere hundert Meter tief.
|                        | Jan   | Feb   | Mär   | Apr   | Mai  | Jun | Jul | Aug | Sep | Okt  | Nov   | Dez   |   |      |
| Mittl. Temperatur (°C) | −15,3 | −16,2 | −15,7 | −12,2 | −4,1 | 2,0 | 5,9 | 4,7 | 0,3 | −5,5 | −10,3 | −13,4 | ⌀ | −6,6 |
|                        |       |       |       |       |      |     |     |     |     |      |       |       |   |      |
| Niederschlag (mm)      | 15    | 19    | 23    | 11    | 6    | 10  | 18  | 23  | 20  | 14   | 15    | 16    | Σ | 190  |

|  |

|  |

|  |

|  |

|  |

|  |

|  |

|  |

|  |

|  |

|  |

|  |

|  |

|  |

|  |

|  |

|  |

|  |

|  |

|  |

|  |

|  |

|  |

|  |

### Vergletscherung
Über die Hälfte der Landfläche von Spitzbergen ist von Gletschern bedeckt. Die Eiskappe von Olav-V-Land ist nach dem Austfonna auf der Nachbarinsel Nordostland der größte Gletscher Norwegens. Mit Åsgardfonna und dem Valhallfonna befinden sich im Norden der Insel zwei weitere Eiskappen. Aufgrund niedriger Temperaturen und geringer Niederschläge bewegen sich die Gletscher im Inneren Spitzbergens nur sehr langsam. In den feuchteren Küstengebieten erreichen sie aber Geschwindigkeiten von 10 bis 30 Metern pro Jahr.
Die Vergletscherung der Halbinsel Dickson-Land im Zentrum der Insel besteht aus Plateaugletschern mit Auslasszungen. Dickson-Land befand sich während des späteiszeitlichen Gletschervorstoßes im Randbereich zweier lokaler Vereisungszentren. Eine übergeordnete Inlandvereisung der Insel kann für diesen Zeitraum ausgeschlossen werden.
→ Zur heutigen und späteiszeitlichen Vergletscherung der Halbinsel, siehe Hauptartikel Dickson-Land.

## Flora und Fauna

### Fauna

#### Meeressäuger
An Meeressäugern kommen heute bei weitem nicht mehr so viele vor wie vor den Zeiten intensiver Bejagung, allerdings erholen sich die Bestände langsam wieder. Es kommen verschiedene Walarten vor, darunter Pottwale, Belugawale, Orcas, Narwale im Norden im Packeis und Weißschnauzendelfine als Zahnwale, des Weiteren Finnwale, Blauwale, Seiwale, Minkwale und Zwergwale als Bartenwale.
Es gibt außerdem mehrere Robbenartige, nämlich das Walross mit einer größeren Kolonie bei Smeerenburg, die Sattelrobbe, die Ringelrobbe, die Kegelrobbe, den Seehund, die Bartrobbe und die Klappmütze.

#### Landsäuger
Es gibt nur vier Arten an Landsäugetieren, den Polarfuchs, das Svalbard-Rentier, die eingeschleppte Osteuropäische Feldmaus und den Eisbär, der hier in so hohen Zahlen vorkommt, dass man beim Verlassen der Orte zur Selbstverteidigung ein Gewehr mit sich führen muss.

### Vögel
Es gibt viele Vogelarten, von denen fast alle brüten, und zwar:
- Sterntaucher
- Eistaucher
- Eissturmvogel
- Kurzschnabelgans
- Weißwangengans
- Eiderente
- Prachteiderente (selten)
- Eisente
- Alpenschneehuhn (einzige Vogelart, die nicht im Winter fortzieht)
- Meerstrandläufer
- Steinwälzer
- Thorshühnchen
- Sandregenpfeifer
- Schmarotzerraubmöwe
- Falkenraubmöwe
- Spatelraubmöwe (brütet nicht)
- Eismöwe
- Dreizehenmöwe
- Elfenbeinmöwe
- Schwalbenmöwe (selten)
- Rosenmöwe (selten)
- Krabbentaucher (mit 1 Mio. Brutpaaren häufigster Brutvogel)
- Gryllteiste
- Papageitaucher
- Dickschnabellumme (Sehr große Kolonien, manche, wie am Alkefjellet, mit mehr als 100.000 Brutpaaren)
- Küstenseeschwalbe
- Schneeammer (einziger Singvogel)

### Flora

#### Gefäßpflanzen
Die Anzahl der Gefäßpflanzen ist für diese Breitengrade relativ reich, es gibt Arktische Weiden und Zwerg-Birken als einzige Bäume, dazu auch Blühpflanzen wie den Svalbard-Mohn und das Stängellose Leimkraut, Steinbrecharten wie der Rote oder der Nickende Steinbrech, und verschiedene Süßgräser, auch eine Heidekrautart. Auf den Schneeflächen gibt es rote oder grüne Algen, und verschiedene Algen- und Tangarten in den Gewässern rund um Spitzbergen.

#### Moose
Es kommen auf Spitzbergen ca. 38 Moosarten vor, die überall wachsen. Am besten gedeihen diese in der Nähe von Vogelklippen aufgrund des düngenden Guanos.

#### Flechten
Es gibt Flechten in großer Anzahl überall, hauptsächlich dort, wo nackter Fels zutage tritt.

## Siedlungen
- Barentsburg (russische Bergbau- und Tourismussiedlung)
- Grumant (1965 aufgegebene russische Bergbausiedlung)
- Longyearbyen (Hauptort)
- Ny-Ålesund (Forschungsstation)
- Ny-London (1920 aufgegebene britische Bergbausiedlung)
- Pyramiden (nach 1998 weitgehend verlassene russische Bergbausiedlung)
- Svea (2021 aufgegebene Bergbaustation)